# Pachynematus albiventris
Pachynematus albiventris är en stekelart som beskrevs av Lindqvist 1958. Pachynematus albiventris ingår i släktet Pachynematus, och familjen bladsteklar. Arten är reproducerande i Sverige.